# Mireille Cébeillac-Gervasoni
Pour les articles homonymes, voir Gervasoni.
Mireille Cébeillac-Gervasoni, née le 7 avril 1942 à Clermont-Ferrand et morte le 29 mars 2017 à Ceyrat, est une historienne française. Directrice de recherche au CNRS, c'est une spécialiste d'épigraphie latine et d'histoire romaine républicaine et impériale qui a publié de nombreuses recherches sur les élites locales dirigeantes de la République et du Haut Empire romain. Elle s'est aussi beaucoup consacrée à l'histoire et à l'épigraphie d'Ostie.

## Biographie
Étudiante à l'université de Clermont-Ferrand où elle devient assistante d'histoire auprès de Claude Mossé en histoire ancienne et d’Yves Bottineau en histoire de l’art moderne, Mireille Cébeillac-Gervasoni est agrégée d’histoire et géographie. À partir de 1967, elle prépare une thèse sous la direction de William Seston, puis de Claude Nicolet à partir de 1969, sur les magistrats des cités du Latium et de la Campanie aux trois derniers siècles de la République romaine. Membre de l'École française de Rome entre 1969 et 1972 puis du centre Jean Bérard de 1972 à 1985, dont elle assure la direction adjointe (le poste de directeur n'existant pas encore) de 1972 à 1983 puis la direction jusqu'en 1985, elle rejoint le CNRS en 1985 en tant que chargée de recherche et devient directrice de recherches en 1988 après la soutenance de sa thèse de doctorat à l'université Paris 1 le 20 juin 1987, thèse publiée en 1998,. Elle a pris sa retraite en 2005.
Sa présence en Italie lui a permis de nouer de nombreux liens avec les principaux chercheurs italiens de l'époque dont Fausto Zevi, Filippo Coarelli, Silvio Panciera ou Giuseppe Camodeca, mais aussi finlandais, dont Heikki Solin. Directrice du projet EMIRE « Élites dirigeants Municipale Italiennes de la République et de l'Empire » devenu « Quotidien municipal » en 2002, elle a consacré l'essentiel de ses recherches à l'étude des élites locales ainsi qu'à la ville d'Ostie. Elle est notamment à l'origine de la terminologie d'« élites ». Son empreinte se retrouve notamment dans une série de colloques majeurs sur les élites municipales qui ont été publiés ainsi que dans de nombreuses publications individuelles ou collectives qui font référence. Parmi ses publications figure un manuel d'épigraphie latine, publié avec Maria Letizia Caldelli et Fausto Zevi, qui présente l'originalité de ne se fonder que sur des inscriptions ostiennes.
Elle a réalisé des fouilles archéologiques à Mégara Hyblaea (Sicile).
Mireille Cébeillac-Gervasoni est membre fondateur de la Société Française d'études épigraphiques sur Rome et le monde romain (SFER) en 1995.
Elle s'était engagée, dans le cadre associatif, dans l'aide aux malades atteints d'ataxie télangiectasie. Morte le 29 mars 2017 à Chamalières,,, Mireille Cébeillac-Gervasoni repose aux côtés de son fils au cimetière de Chamalières,.
En 2021, des hommages lui sont dédiés dans la collection des publications de l’École française de Rome tandis qu'un volume de scripta varia est publié par le centre Jean Bérard.

## Publications
Une liste exhaustive de ses publications a été publiée dans ses scripta varia.

### Scripta varia
- Mireille Cébeillac-Gervasoni, Duae patriae, una naturae, altera ciuitatis. Rome, Ostie et les cités de l’Italie aux époques républicaine et impériale, Naples, Centre Jean Bérard, coll. « Études » (no 12), 2021 (ISBN 978-2-38050-029-5).

### Ouvrages scientifiques
- Mireille Cébeillac-Gervasoni, Les "Quaestores principis et candidati" aux Ier et IIème siècles de l'Empire, Milan, Cisalpino-Goliardica, coll. « Biblioteca storica universitaria. Monografie a supplemento degli Atti » (no 4), 1972 (OCLC 706983).
- Mireille Cébeillac-Gervasoni, Les magistrats des cités italiennes de la seconde guerre punique à Auguste. Le Latium et la Campanie, Rome, École française de Rome, coll. « Bibliothèque des Écoles françaises d'Athènes et de Rome » (no 299), 1998, 310 p. (ISBN 2-7283-0525-0, lire en ligne).

### Direction d'ouvrages
- Mireille Cébeillac-Gervasoni (dir.), Les élites municipales de l'Italie péninsulaire des Gracques à Néron, Naples/Rome, Centre Jean Bérard/École française de Rome, coll. « Collection du Centre Jean Bérard/Collection de l'École française de Rome » (no 13/215), 1996, 293 p. (ISBN 2-903189-50-1, lire en ligne)
- Mireille Cébeillac-Gervasoni (dir.), Les élites municipales de l'Italie péninsulaire de la mort de César à la mort de Domitien, entre continuité et rupture : classes sociales dirigeantes et pouvoir central, Rome, École française de Rome, coll. « Collection de l'École française de Rome » (no 271), 2000, 528 p. (ISBN 978-2-7283-0573-5, lire en ligne)
- Laurent Lamoine et Mireille Cébeillac-Gervasoni (dir.), Les élites et leurs facettes. Les élites locales dans le monde hellénistique et romain, Rome/Clermont-Ferrand, École française de Rome/Presses universitaires Blaise Pascal, coll. « Collection de l'École française de Rome/Erga » (no 309/3), 2003, 792 p. (ISBN 2-7283-0693-1)
- Mireille Cébeillac-Gervasoni, Laurent Lamoine et Frédéric Trément (dir.), Autocélébration des élites locales dans le monde romain. Contextes, images, textes, IIe s. av. J.-C.-IIIe s. ap. J.-C., Clermont-Ferrand, Presses universitaires Blaise Pascal, coll. « Erga » (no 7), 2004, 570 p. (ISBN 2-84516-271-5)
- Clara Berrendonner, Mireille Cébeillac-Gervasoni et Laurent Lamoine (dir.), Le quotidien municipal dans l'Occident romain, Clermont-Ferrand, Presses universitaires Blaise-Pascal, coll. « Histoires croisées », 2008, 807 p. (ISBN 978-2-84516-385-0)
- Laurent Lamoine, Clara Berrendonner et Mireille Cébeillac-Gervasoni (dir.), La praxis municipale dans l'Occident romain, Clermont-Ferrand, Presses universitaires Blaise Pascal, coll. « Histoires croisées », 2010, 634 p. (ISBN 978-2-84516-480-2)
- Laurent Lamoine, Clara Berrendonner et Mireille Cébeillac-Gervasoni (dir.), Gérer les territoires, les patrimoines et les crises. Le quotidien municipal II, Clermont-Ferrand, Presses universitaires Blaise-Pascal, coll. « Histoires croisées », 2013, 637 p. (ISBN 978-2-84516-614-1)

### Manuels universitaires
- Jean-Pierre Martin, Alain Chauvot et Mireille Cébeillac-Gervasoni, Histoire romaine, Paris, Armand Colin, coll. « U / Histoire. Les outils de l'histoire », 2016, 4e éd. (1re éd. 2001), 479 p. (ISBN 978-2-200-61452-2)
- Mireille Cébeillac-Gervasoni, Maria Letizia Caldelli et Fausto Zevi, Épigraphie latine, Paris, Armand Colin, coll. « U / Histoire. Les outils de l'histoire », 2006, 333 p. (ISBN 2-200-21774-9)

### Choix d'articles
- « Octavie, épouse de Gamala, et la Bona Dea », MEFRA, 1973, 85-2, p. 517-553 Lire en ligne.
- en collaboration avec Fausto Zevi, « Révision et nouveautés pour trois inscriptions d'Ostie », MEFRA, 1976, 88-2, p. 607-637 Lire en ligne.
- « L'évergétisme des magistrats du Latium et de la Campanie des Gracques à Auguste à travers les témoignages épigraphiques », MEFRA, 1990, 102-2, p. 699-722 Lire en ligne
- Le Peintre de Micali, article.